# Windermere, Florida
Windermere är en ort i Orange County i Florida, USA.